# Рыжкин, Виктор Иванович
Виктор Иванович Рыжкин (26 апреля 1937 года, Москва, СССР) — советский фигурист, пятикратный чемпион СССР 1964—1968 годов в спортивных танцах на льду. Мастер спорта СССР международного класса, заслуженный тренер РСФСР. Первый фигурист СССР (вместе с Людмилой Пахомовой), выступавший на чемпионате мира (в 1966 году) в спортивных танцах на льду.
Автор книги «Ледовая сюита» (1975)

## Биография
Фигурным катанием начал заниматься с 6 лет на стадионе Юных Пионеров в Москве.
В 1960 году окончил ГЦОЛИФК. Был преподавателем по специальности «Фигурное катание».
В 1972 организовал СДЮШОР ЦСКА по фигурному катанию на коньках. В 1972—1981 годах и с 1984 года по июнь 1991 года являлся начальником и старшим тренером команды ЦСКА по фигурному катанию.
С 1981 по 1984 годы тренировал олимпийскую команду Болгарии.
С 1990 по 1998 годы был тренером-консультантом сборной команды Японии по фигурному катанию.
После окончания спортивных выступлений с 1969 года внештатный спортивный обозреватель газеты «Правда», член Союза журналистов СССР, спортивный теле и радио комментатор. Разработал в 1960 году для студентов вузов первую учебную программу по фигурному катанию на коньках. Соавтор учебника для студентов институтов физкультуры «Фигурное катание на коньках».

## Спортивные достижения
(с Людмилой Пахомовой)
| Соревнования/Сезоны | 1964 | 1965 | 1966 |
| ------------------- | ---- | ---- | ---- |
| Чемпионаты мира     |      |      | 10   |
| Чемпионаты Европы   |      |      | 7    |
| Чемпионаты СССР     | 1    | 1    | 1    |

(с Ириной Гришковой)
| Соревнования/Сезоны              | 1966—1967 | 1967—1968 |
| -------------------------------- | --------- | --------- |
| Чемпионаты мира                  | 7         | 5         |
| Чемпионаты Европы                | 8         | 4         |
| Чемпионаты СССР                  | 1         | 1         |
| Приз газеты «Московские новости» | 1         | 1         |